# 南川镰序竹
南川镰序竹（学名：Drepanostachyum melicoideum）为禾本科镰序竹属下的一个种。

## 扩展阅读
- 維基物種上的相關：南川镰序竹